# Canadian Soccer League
Canadian Soccer League, сокращённо CSL (фр. Ligue canadienne de soccer — LCS, букв. «Канадская футбольная лига») — полупрофессиональная футбольная лига, в которую входят несколько канадских клубов из провинции Онтарио. Считает себя правопреемником Canadian National Soccer League (Национальной канадской лиги футбола), существовавшей в 1923—1997 годах. Состоит из 7 команд провинции Онтарио (по состоянию на 2023 год). Первенство лиги проходит с мая по октябрь, по завершении регулярного первенства проводится плей-офф раунд, в котором выявляется чемпион лиги.
Лига CSL появилась в 1998 году под названием Canadian Professional Soccer League (англ. Канадская лига профессионального футбола, сокращённо CPSL) после объединения Футбольной ассоциации Онтарио с Национальной канадской лигой футбола. Новая лига рассчитывала предоставить новые возможности для развития игроков, тренеров и судей. Этот альянс предполагал учреждение региональных соревнований по всей стране под эгидой CPSL, победители которых в формате плей-офф сражались за титул чемпиона CSL. Канадская футбольная ассоциация не признала CSL в качестве законного соревнования, которое может проводиться под руководством ФИФА, и подвергла лигу санкциям. В связи с этим лига выступает под патронажем Футбольной федерации Канады (англ. Soccer Federation of Canada — SFC).

## Формат соревнований

### Чемпионат
В Canadian Soccer League представлены 7 клубов на 2023 год. Обычно команды проводили от 18 до 22 игр за регулярный сезон с апреля/мая по октябрь/ноябрь. Восемь лучших команд выходили в раунд плей-офф. Вскоре число матчей регулярного сезона сократилось до 10—14. Система начисления очков была стандартной: 3 за победу, 1 за ничью, 0 за поражение. Команда, набравшая больше всего очков по итогам регулярного сезона, получала приз победителя регулярного первенства. Плей-офф представляет собой турнир на выбывание: команды играют по одному матчу, а победитель финала становится победителем Canadian Soccer League. За историю существования CSL титул чемпиона завоёвывал 14 разных команд, в том числе «Торонто Кроайша» (6 раз), «Йорк Риджн Шутерз» и «Континенталс» (по 3 раза). Включение новых участников или их исключение осуществляется только на основании итогов голосования клубов-членов лиги.

### Кубок
Прежде Canadian Soccer League проводила кубковый турнир, известный как Открытый кубок Канады (Open Canada Cup, он же Government of Canada Open Cup с указанием спонсора). В 1998 году Кубок впервые был разыгран только среди участников CPSL, а в 2003 году в кубок стали приглашаться все команды от любительских до профессиональных с расчётом на то, что Канаде удастся выбить путёвку на участие в Кубке чемпионов КОНКАКАФ. Победитель Кубка получал также приз в размере 10 тысяч долларов.
В Открытом кубке Канады стали играть команды не только из Онтарио, но и из Британской Колумбии и Квебека. В 2006 году клуб Первого дивизиона USL «Торонто Линкс» дебютировал в розыгрыше Кубка. В 2008 году размер призовых вырос до 25 тысяч долларов, однако Кубок прекратил разыгрываться вскоре после учреждения Первенства Канады, которое и стало предоставлять победителю путёвку в Лигу чемпионов КОНКАКАФ.

## Клубы-участники сезона 2023
- Ути Блэк Перл ФК — Брамптон
- Гамильтон Сити[англ.] — Гамильтон
- Скарборо[англ.] — Торонто
- Сербиан Уайт Иглз[англ.] — Торонто
- Торонто Фэлконс — Торонто
- Динамо Торонто — Торонто
- Уэстон Юнайтед — Торонто